# Liste der Biografien/Schaw
Liste der Biografien |
Portal Biografien |
Personensuche
# |
A |
B |
C |
D |
E |
F |
G |
H |
I |
J |
K |
L |
M |
N |
O |
P |
Q |
R |
S |
T |
U |
V |
W |
X |
Y |
Z |
?
 
Sa |
Sb |
Sc |
Sd |
Se |
Sf |
Sg |
Sh |
Si |
Sj |
Sk |
Sl |
Sm |
Sn |
So |
Sp |
Sq |
Sr |
Ss |
St |
Su |
Sv |
Sw |
Sy |
Sz
 
Sca–Sce |
Sch |
Sci–Scz
 
Scha |
Schc |
Schd |
Sche |
Schg |
Schi |
Schj |
Schk |
Schl |
Schm |
Schn |
Scho |
Schp |
Schr |
Schs |
Scht |
Schu |
Schv |
Schw |
Schy
 
Schaa |
Schab |
Schac |
Schad |
Schae |
Schaf |
Schag |
Schah |
Schai |
Schaj |
Schak |
Schal |
Scham |
Schan |
Schap |
Schaq |
Schar |
Schas |
Schat |
Schau |
Schav |
Schaw |
Schax |
Schay |
Schaz
Die Liste der Biografien führt alle Personen auf, die in der deutschsprachigen Wikipedia einen Artikel haben. Dieses ist eine Teilliste mit 22 Einträgen von Personen, deren Namen mit den Buchstaben „Schaw“ beginnt.

## Schaw

### Schawa
- Schawa, Said al- (1868–1930), palästinensischer Politiker und erster Bürgermeister von Gaza-Stadt
- Schawajew, Alichan Aslanowitsch (* 1993), russischer Fußballspieler
- Schawalder, Vreni (* 1946), Schweizer Politikerin (SP) und Regierungsrätin
- Schawalejew, Bulat Rawilewitsch (* 1992), russischer Eishockeyspieler
- Schawar († 1169), Wesir der Fatimiden
- Schawarankawa, Ulada (* 2001), belarussische Diskuswerferin

### Schawd
- Schawdatuaschwili, Lascha (* 1992), georgischer Judoka

### Schawe
- Schawe, Josef (1902–1983), deutscher Orientalist und Bibliothekar
- Schawe, Oliver (* 1969), deutscher Kampfsportler und Kampfsporttrainer
- Schäwel, Herbert (1924–2015), deutscher Historiker und Hochschullehrer
- Schawerda, Elisabeth (* 1940), österreichische Lyrikerin
- Schawerda, Karl (1869–1945), österreichischer Insektenforscher und Arzt

### Schawi
- Schawinski, Kevin (* 1981), Schweizer Astrophysiker
- Schawinski, Roger (* 1945), Schweizer Journalist und UnternehmerRoger Schawinski (* 1945)

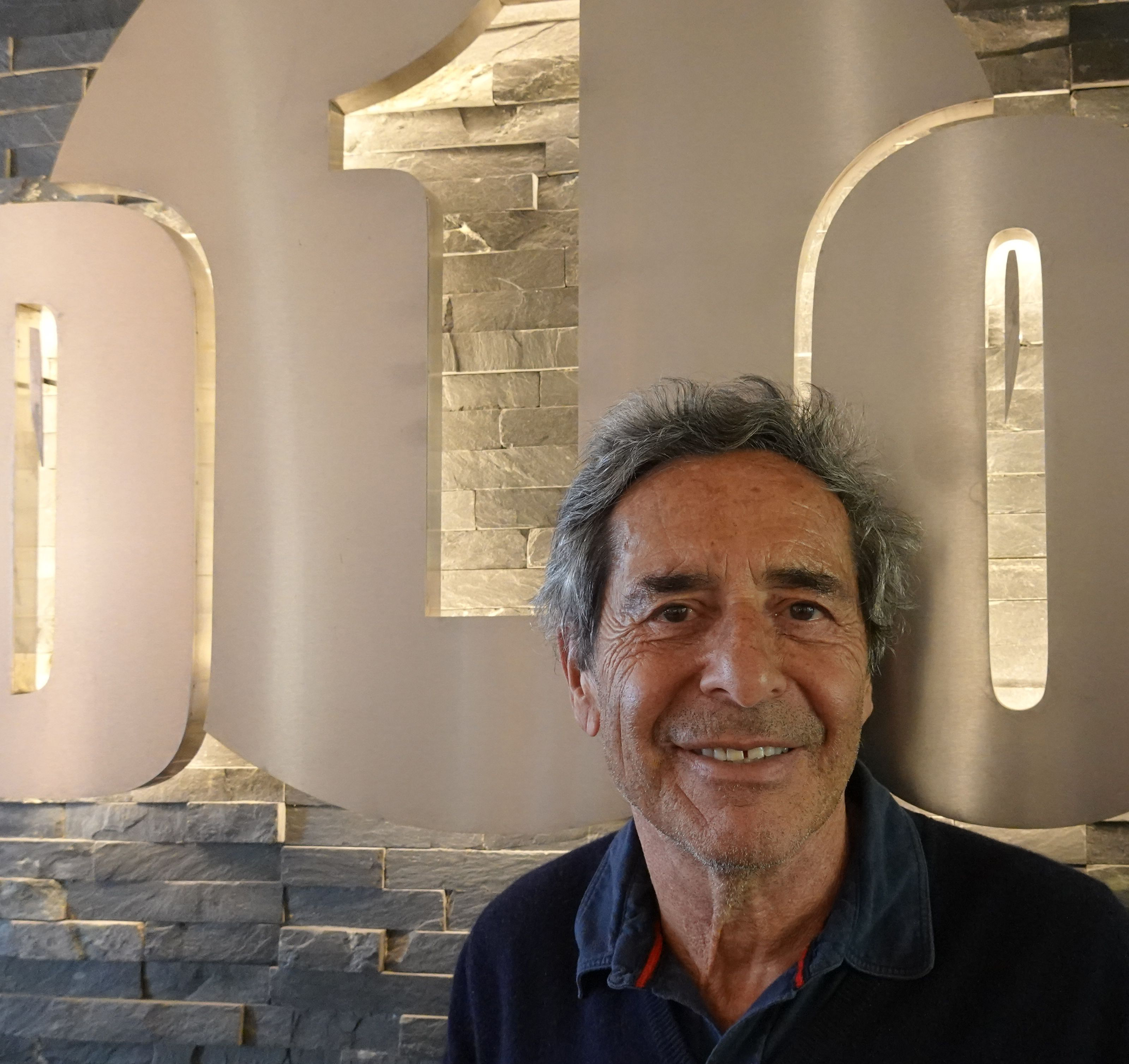
Roger Schawinski (* 1945)

- Schawinsky, Xanti (1904–1979), schweizerisch-US-amerikanischer Maler, Fotograf und Bühnenbildner

### Schawk
- Schawki, Tarek (* 1957), ägyptischer Politiker

### Schawl
- Schawlakadse, Robert (1933–2020), sowjetischer Leichtathlet
- Schawlo, Sergei Dmitrijewitsch (* 1956), sowjetischer Fußballspieler und -trainer
- Schawlow, Arthur Leonard (1921–1999), US-amerikanischer Physiker

### Schawo
- Schawow, Iwan (* 1943), bulgarischer Ringer

### Schawr
- Schawrow, Wadim Borissowitsch (1898–1976), sowjetischer Flugzeugkonstrukteur

### Schawy
- Schawyrin, Waleri Michailowitsch (* 1953), russischer Schachkomponist